# غيداء (اسم)
غَيْداء اسم عربي علم مؤنث. معناه: الحسناء اللينة الناعمة، الفتاة البَيَنِّةُ الغَيَد.
والغيد: اسم بمعنى النعومة، وغيداء اسم مؤنث ذو انتشار في العالم العربي.
الأسماء ذات الصلة: غَيَد غَيْدان غَيْداء غيدا أغيد.

## الشخصيات
- غيداء الأيوبي الشاعرة والفنانة التشكيلية الكويتية من مواليد 1959.